# Darksiders III
Darksiders III est un jeu vidéo édité par THQ Nordic et développé par Gunfire Games, sorti le 27 novembre 2018 sur Microsoft Windows, PlayStation 4 et Xbox One. Le joueur incarne Fury, la Cavalière de l'Apocalypse. Elle devra faire tomber les incarnations des sept pêchés capitaux pour rétablir l’équilibre. Dans un monde ouvert, Fury possède une palette de mouvements, roue, sauts, fouet-grappin, qui seront encore enrichis en fonction des armes à débloquer.

## Synopsis
Alors que War est enchaîné, que Death a disparu et que Strife est introuvable, Fury, la cavalière de la rage est chargée par le Conseil Ardent, une instance de contrôle de l'univers, de retrouver et capturer les Sept Péchés Capitaux qui empirent une apocalypse déjà catastrophique sur Terre. Elle est accompagnée dans sa quête par une guetteuse, une entité fantomatique.
Arrivée sur une Terre ravagée, Fury capture très rapidement le premier des Sept Péchés, l'Envie et scelle cette créature dans une amulette magique. Elle découvre rapidement un repaire de Fondateurs, où cette race très ancienne protègent un petit havre de paix pour ce qui reste de l'humanité. En échange de la promesse de lui envoyer d'autres humains, grâce à un talisman, le Fondateur Ulthane améliore son équipement.
Fury trouve ensuite la Colère mais échoue à l'arrêter. À l'agonie, elle est arrachée d'extrême justesse à son sort par le mystérieux Seigneur des Abysses, une puissance proche du royaume du néant et qui souhaite à sa grande surprise la mettre à l'épreuve. Il lui explique que sa lutte contre les Sept Péchés la fera changer et lui offre de nouveaux pouvoirs par la même occasion.
Renvoyée sur Terre, Fury va réussir à capturer l'Avarice, la Paresse, la Luxure et la Gourmandise et se rendre compte de ses propres défauts en les affrontant.
Retournant auprès du Seigneur des Abysses, elle apprend qu'il est en réalité un ancien membre du Conseil Ardent, considérant ses pairs comme trop laxistes pour créer un équilibre entre toutes choses. Ce dernier donne alors sa vie pour créer une relique qu'il confie à Fury en lui expliquant qu'elle saura quoi en faire le moment venu.
Fury capture finalement la Colère puis affronte le dernier des Sept Péchés: l'Orgueil. Mais elle se fait trahir par la guetteuse qui n'est autre que l'Envie déguisée. Cette dernière lui avoue la supercherie tout en lui volant l'amulette contenant tous les autres Péchés, obtenant ainsi leurs pouvoirs. C'est le Conseil qui a initialement libéré les Sept Péchés pour se débarrasser des cavaliers dont il ne savait plus que faire et qui représentaient une menace. Désormais surpuissante, l'Envie s'échappe dans le but d'aller détruire le Conseil Ardent et laisse Fury pour morte.
Epuisée et abattue, Fury est sauvée et soignée au repaire des humains et des Fondateurs. Mais ces derniers seront bientôt délogés par le Destructeur, le démon régnant sur Terre, et décident de fuir dans un autre royaume. Voyant leur pugnacité malgré les épreuves, Fury décide de retourner auprès du Conseil Ardent afin de défier l'Envie. Après une âpre bataille et sa victoire sur le dernier des Sept Péchés, Fury confronte le Conseil sur sa malice. Il tente alors de tuer la cavalière pour la réduire au silence. Mais elle comprend à cet instant l'utilité de la relique du Seigneur des Abysses : elle la connecte au Puits des âmes et lui octroie le pouvoir de combattre le Conseil aux côtés de ses frères. 
Battant en retraite, elle décide de protéger les humains pendant que les Fondateurs combattent les démons du Destructeur venus les exterminer.
Avant de partir, elle constate que l'un des humains n'était autre que son frère Strife, camouflé et restant en arrière pour couvrir son départ.
En Enfer, Lucifer se réjouit de la situation mais n'apprécie guère que la relique soit entre les mains de Fury.

## Développement
Darksiders III est dévoilé par l'éditeur THQ Nordic le 3 mai 2017. Contrairement aux deux premiers opus, il n'est plus développé par Vigil Games mais par Gunfire Games, un studio fondé en 2014 par l'ancien cofondateur de Vigil Games, David L. Adams, qui comporte en son sein d'anciens membres du studio fermé en 2013 à la suite de la faillite de THQ